# Litouwse litas
De Litouwse litas was de munteenheid van Litouwen. Eén litas was honderd centas.
Het muntgeld was beschikbaar in denominaties van 1, 2, 5, 10, 20 en 50 centas en 1, 2 en 5 litas. De munten werden geslagen door Lietuvos Monetų Kalykla. Het papiergeld was beschikbaar in coupures van 10, 20, 50, 100, 200 en 500 litas.
De munt werd onder deze naam ingevoerd in 1922 en verving toen de Ostrubel en Ostmark uit de Eerste Wereldoorlog, die in de eerste jaren van het onafhankelijke Litouwen daar nog steeds wettig betaalmiddel waren. In 1941 werd de litas vervangen door de Russische roebel. Litouwen was inmiddels geannexeerd door de Sovjet-Unie. In 1993, na het herstel van de onafhankelijkheid, werd de litas weer ingevoerd en loste de overgangsmunteenheid talonas af. Tot 2002 was de munt (net als in de jaren 1922-1940) gekoppeld aan de Amerikaanse dollar in een verhouding van 4:1. Sinds 2002 was de munt gekoppeld aan de euro. Door het toetreden van Litouwen tot de Europese Unie werd de munt per 1 januari 2015 vervangen door de euro. De omrekenkoers was 3,4528 litas voor 1 euro. Het toetreden van Litouwen tot de eurozone werd door de Europese Commissie goedgekeurd op 23 juli 2014.